# Ikuko Yoda
Ikuko Yoda (jap. 依田郁子 Yoda Ikuko; ur. 30 września 1938 w Nagano, zm. 14 października 1983 w Tokio) – japońska lekkoatletka, sprinterka i płotkarka.
Podczas igrzysk olimpijskich w Tokio (1964) zajęła 5. miejsce w biegu na 80 metrów przez płotki, a japońska sztafeta 4 × 100 metrów z Yodą w składzie odpadła w eliminacjach.
Czterokrotna medalistka igrzysk azjatyckich.
Wielokrotna złota medalistka mistrzostw Japonii. W 1963 i 1964 zdobywała srebrne medale mistrzostw Wielkiej Brytanii w biegu na 80 metrów przez płotki.
Wielokrotna rekordzistka Japonii:
- 4 rekordy w biegu na 100 metrów:
  - 11,8 (20 maja 1961, Tobata)[5]
  - 11,8 (29 kwietnia 1962, Fukuoka)[5]
  - 11,6 (21 kwietnia 1963, Tachikawa)[5]
  - 11,6 (5 kwietnia 1964, Tachikawa)[5]

- 2 rekordy w biegu na 200 metrów:
  - 24,7 (25 kwietnia 1963, Tobata)[6]
  - 24,4 (30 sierpnia 1964, Kurayoshi)[6]

- 5 rekordów w biegu na 80 metrów przez płotki:
  - 11,1 (1 maja 1962, Tobata)[7]
  - 11,1 (1 maja 1962, Tobata)[7]
  - 11,0 (17 czerwca 1963, Frechen)[7]
  - 10,6 (13 października 1963, Tokio)[7]
  - 10,6 (5 kwietnia 1964, Tachikawa)[7]

Była także rekordzistką kraju w sztafecie 4 × 100 metrów.
Zmarła śmiercią samobójczą.